# توم بيري
توم بيري (بالإنجليزية: Tom Perry)‏ هو لاعب كرة قدم بريطاني (وحمل سابقاً جنسية المملكة المتحدة لبريطانيا العظمى وأيرلندا) في مركز نصف الجناح، ولد في 1870 في ويست بروميتش في المملكة المتحدة، وتوفي في 18 يوليو 1927. شارك مع منتخب إنجلترا لكرة القدم. أما مع النوادي، فقد لعب مع وست بروميتش ألبيون.

## وصلات خارجية
- توم بيري على موقع ناشيونال فوتبول تيمز (الإنجليزية)